# Jeff Probst
Jeffrey Lee "Jeff" Probst (Wichita, 4 november 1961) is een Amerikaans televisiepresentator en uitvoerend producent. Hij is het meest bekend als presentator van de Amerikaanse realityserie Survivor, waarvoor hij meerdere malen een Emmy Award heeft ontvangen. Daarnaast was hij van september 2012 tot en met mei 2013 presentator van The Jeff Probst Show.

## Jeugd
Probst is geboren in Wichite, Kansas en groeide op in Bellevue, Washington. Na in 1979 te zijn afgestudeerd aan de Newport High School studeerde hij aan de Seattle Pacific University en werkte hij bij Boeing als producent en voice-over van marketingvideo's.

## Carrière
Naast Survivor presenteerde Probst de FX-programma's Backchat en Sound FX. Ook presenteerde hij van 1998 tot 2001 de VH1-serie Rock & Roll Jeopardy! en was hij correspondent van Access Hollywood. Hij schreef en regisseerde de film Finder's Fee.

## Privéleven
Probst was van 1996 tot 2001 getrouwd met psychotherapeute Shelley Wright. In 2004, na de opnames van het negende seizoen van Survivor had hij een relatie met Julie Berry, een van de deelnemers. Begin 2008 gingen zij uit elkaar. Op 5 december 2011 trouwde Probst voor de tweede keer, ditmaal met Lisa Ann Russell.

## Prijzen
In 2008 won Probst de eerste Emmy Award voor beste presentator van een reality- of realitycompetitieprogramma. Deze prijs won hij ook in 2009, 2010 en 2011. In 2012 werd Probst voor het eerst in de historie van de prijs niet genomineerd. Ditmaal won Tom Bergeron, presentator van Dancing with the Stars.